# La conspiración de la pólvora: terror y fe en 1605
La conspiración de la pólvora: terror y fe en 1605 (en inglés: The Gunpowder Plot: Terror and Faith in 1605) es un libro escrito en 1996, por la escritora británica Antonia Fraser, y publicado por la editorial Weidenfeld & Nicolson.

## Contenido
La obra es una historia  de la conspiración de la pólvora de 1605. De acuerdo a Fraser, fue un evento que sucedió (y que no fue fabricado por un gobierno existente, como argumento de lo que se denomina 'Ninguna-Conspiración' en historiografía posterior) aunque su naturaleza precisa e importancia está abierto al debate histórico. Fraser argumenta efectivamente había una conspiración, aunque era muy diferente en el tipo y detalle descrito por un contemporáneo como Sir Edward Coke.
La opinión de Fraser es que la conspiración representaba un acto de terrorismo político, basado en su definición de que era "el alma de los débiles, pretendiendo ser fuerte". Una categorización alternativa es que, de hecho, fue un intento de golpe de Estado político que no tuvo como objetivo dañar el establishment político preexistente, sino más bien, usurparlo y reemplazarlo.
También argumenta que pocos de los hechos que rodean el caso son inequívocos o están fuera de discusión, extraídos en 653 referencias que citan a más de 276 fuentes, demostrar con múltiples aspectos, de que la conspiración están realmente envueltos en misterio y afirmaciones contradictorias de autenticidad. Como por ejemplo, cuando la autora favorece la opinión de Robert Cecil, 1.º Conde de Salisbury, fue responsable de la autoría de la carta anónima Monteagle que adviertía al Señor Católico Monteagle, que evite al Parlamento en el día de la conspiración, más que de otra figura como Francis Tresham.
Fraser simpatiza con la aristocracia católica que practica su religión en la presencia de una legislación discriminatoria bajo el reinado de Isabel I y Jaime I, cuyas condiciones eran, como uno de los sacerdotes describió, una "tierra cruel y despiadada" para aquellos que profesan la fe católica.